# Daudi Chwa II
Daudi Chwa II fou el trenta-quatré kabaka del Regne Buganda, a l'actual sud d'Uganda, del 1897 al 1939.

## Biografia
Va nàixer el 8 d'agost del 1896 a Mengo. Era el cinqué fill de kabaka Danieri Basammula-Ekkere Mwanga II Mukasa, kabaka de Buganda, entre el 1884 i el 1888, i també entre el 1889 i el 1897. Sa mare era Abakyala Evalini Kulabako, del clan Ngabi, la quarta de les setze esposes de son pare.
Va pujar al tron l'agost del 1897, després de la deposició forçosa del seu pare per les autoritats colonials britàniques. En el moment de la seua coronació, sols tenia un any de vida. Va viure a Mengo Hill, i va ser educat al Kings College de Budo.
El 8 d'agost del 1914 se li va concedir una comissió honorífica com a tinent de l'exèrcit britànic i el nomenaren capità honorari el 22 de setembre del 1917. Va ser nomenat company honorari de l'Orde de Sant Miquel i Sant Jordi en els honors d'Any Nou del 1918 i fou ascendit a Cavaller Comandant Honorari el 16 de febrer del 1925. També el nomenaren Cavaller Comandant honorari de l'Orde de l'Imperi Britànic en els honors de la coronació, el 1937 i Comandant de l'Orde de la Corona (Bèlgica) el 1918.

## Descendents
Segons la tradició, va tenir 36 fills: 20 fills i 16 filles.